# Ulica Podskarpowa w Stalowej Woli
Ulica Podskaprowa – jedna z głównych ulic Stalowej Woli. Rozpoczyna się w miejscu połączenia ulicy Sandomierskiej i miejscowości Agatówka. Przez cały swój bieg jest drogą dwujezdniową. Biegnie na południe, w kierunku centrum miasta. Kończy się przy skrzyżowaniu z ulicą Poniatowskiego przechodząc w ulicę Chopina, a następnie w aleje Jana Pawła II. Stanowi fragment drogi krajowej nr 77 oraz końcową część drogi wojewódzkiej nr 855.